# Еругин, Николай Павлович
Николай Павлович Еругин (14 мая 1907 — 12 февраля 1990) — советский математик, организатор (вместе с В. И. Крыловым) и первый директор Института математики НАН Беларуси. Доктор физико-математических наук (1943). Профессор (1944). Академик АН БССР (1956). Заслуженный деятель науки БССР (1967). Герой Социалистического Труда (1969). Участник Великой Отечественной войны.

## Биография
Родился 14 апреля 1907 года в станице Великокняжеская (ныне — город Пролетарск Ростовской области). Окончил два курса Новочеркасского индустриально-земледельческого техникума, физико-математический факультет и аспирантуру Ленинградского государственного университета, после чего остался работать на кафедре сначала ассистентом, затем заместителем заведующего кафедрой академика Н. М. Гюнтера. В 1931—1933 годах преподавал математику в Ленинградском металлургическом институте (отраслевом вузе Ленинградского политехнического института). В 1939 году защитил кандидатскую диссертацию под руководством В. И. Смирнова.
Активно занимался научной работой в области теории дифференциальных уравнений. В 1937 году Еругину удалось полностью решить проблему Пуанкаре о ветвлении решений линейной системы в окрестности полюса коэффициентов в иррегулярном случае. С 1939 года работал в Ленинградском отделении Математического института имени В. А. Стеклова. Будучи научным сотрудником этого института, решил проблему Римана о связи показателей ветвления решений линейной системы уравнений и проблему построения функционально-инвариантных решений волнового уравнения.
В начале Великой Отечественной войны добровольно пошёл в Ленинградское народное ополчение. Участвовал в обороне Ленинграда. 22 февраля 1942 года получил тяжёлое ранение в обе ноги и после госпиталя был демобилизован по инвалидности.
С сентября 1942 года работал в эвакуации в Елабуге. В 1943 году защитил докторскую диссертацию. В январе 1944 года вернулся в Ленинград. Преподавал в Ленинградском государственном университете. В 1951 году за «исследования в области устойчивости движения, качественной и аналитической теории дифференциальных уравнений» Еругину была присуждена Сталинская премия.
В 1953—1957 годах — директор Ленинградского отделения Математического института имени В. А. Стеклова АН СССР.
С 1956 года проживал в Минске, стал академиком Академии наук Белорусской ССР. Создал и был первым руководителем Института математики АН БССР, длительное время руководил кафедрой дифференциальных уравнений Белорусского государственного университета. С 1965 года под его руководством издавался всесоюзный журнал «Дифференциальные уравнения». Внёс большой вклад в аналитическую теорию дифференциальных уравнений, решив ряд её проблем. Являлся автором более чем 80 научных работ, в том числе 4 монографий.
Указом Президиума Верховного Совета СССР от 13 марта 1969 года за «большие заслуги в развитии советской науки» Николай Еругин был удостоен высокого звания Героя Социалистического Труда с вручением ордена Ленина и медали «Серп и Молот». В 1973 году выступил в газете «Правда» с осуждением деятельности академика А. Д. Сахарова.
Умер 12 февраля 1990 года, похоронен на Восточном кладбище Минска.
Заслуженный деятель науки БССР. Был также награждён орденами Октябрьской Революции, Трудового Красного Знамени, Отечественной войны 1-й и 2-й степеней, «Знак Почета», рядом медалей.
Жена — Т. К. Чепова.

## Основные работы
- Приводимые системы / Н. П. Еругин. Тр. Матем. ин-та им. В. А. Стеклова, 13, 1946, 96 с. (Опечатки)
- Метод Лаппо-Данилевского в теории линейных дифференциальных уравнений. Л.: Изд-во Ленингр. ун-та, 1956.
- Неявные функции. — Л.: Изд-во Ленингр. ун-та, 1956.
- О тех, кто выстоял: записки фронтовика. — 1961; 2-е изд. — 1989.
- Линейные системы обыкновенных дифференциальных уравнений с периодическими и квазипериодическими коэффициентами. — Минск: Изд-во Акад. наук БССР, 1963.
- Курс обыкновенных дифференциальных уравнений: [для ун-тов и втузов]. — Киев: Вища школа, 1974 (совм. с И. З. Штокало).
- Книга для чтения по общему курсу дифференциальных уравнений. — 3-е изд. — Минск: Наука и техника, 1979.
- Проблема Римана. — Минск: Наука и техника, 1982.